# Malin Alm
Malin Elisabeth Alm, född Lundgren 4 december 1968 i Borås (Gustav Adolf), är en svensk skådespelare. Malin Alm är utbildad vid Teaterhögskolan i Malmö, 1994–1997. Inom film och TV har Malin Alm har bland annat spelat rollerna som "Edwards mamma" i Den fördömde (2010), "Handläggaren" i Torpederna (2014), "Jenney" i Solsidan (2015), "Minna" i Vi i villa (2022), "Miranda" i Tunna blå linjen, säsong 2 (2022) och "Matildas lärare" i Limbo (2023).

## Filmografi
- 2022 – Vi i villa (TV-serie)